# در آغوش درخت
در آغوش درخت فیلم ایرانی به کارگردانی و نویسندگی بابک خواجه‌پاشا و تهیه‌کنندگی محمدرضا مصباح و سجاد نصراللهی‌نسب محصول سال ۱۴۰۱ است. این فیلم در بهمن ۱۴۰۱ در چهل و یکمین دوره جشنواره بین‌المللی فیلم فجر اکران شد.

## داستان
بحران پیچیده زندگی کیمیا و فرید که دوازده سال از ازدواج‌شان می‌گذرد، جهان زیبای فرزندانشان را بهم می‌ریزد کودکانی که هیچ چیز جز سادگی و مهربانی را در زندگی نمی‌شناسند.

## بازیگران
- جواد قامتی
- مارال بنی‌آدم
- روح‌الله زمانی
- اهورا لطفی
- رایان لطفی

## جوایز و افتخارات

### جشنواره فیلم فجر
| مراسم                        | تاریخ برگزاری | رده                              | نامزد                                              | نتیجه    | منبع        |
| ---------------------------- | ------------- | -------------------------------- | -------------------------------------------------- | -------- | ----------- |
| چهل و یکمین جشنواره فیلم فجر | ۲۲ بهمن ۱۴۰۱  | بهترین طراحی صحنه                | امیر زاغری                                         | نامزدشده | [ ۵ ] [ ۶ ] |
| چهل و یکمین جشنواره فیلم فجر | ۲۲ بهمن ۱۴۰۱  | بهترین صداگذاری بهترین صدابرداری | مهدی جواهر زاده صداگذار و مسیح حدپور سراج صدابردار | نامزدشده | [ ۵ ] [ ۶ ] |
| چهل و یکمین جشنواره فیلم فجر | ۲۲ بهمن ۱۴۰۱  | بهترین فیلمنامه                  | بابک خواجه‌پاشا                                     | برنده    | [ ۵ ] [ ۶ ] |
| چهل و یکمین جشنواره فیلم فجر | ۲۲ بهمن ۱۴۰۱  | بهترین نقش اول زن                | مارال بنی آدم                                      | نامزدشده | [ ۵ ] [ ۶ ] |
| چهل و یکمین جشنواره فیلم فجر | ۲۲ بهمن ۱۴۰۱  | بهترین نقش مکمل مرد              | روح‌الله زمانی                                      | نامزدشده | [ ۵ ] [ ۶ ] |
| چهل و یکمین جشنواره فیلم فجر | ۲۲ بهمن ۱۴۰۱  | بهترین کارگردانی                 | بابک خواجه‌پاشا                                     | نامزدشده | [ ۵ ] [ ۶ ] |
| چهل و یکمین جشنواره فیلم فجر | ۲۲ بهمن ۱۴۰۱  | بهترین فیلم                      | محمدرضا مصباح                                      | نامزدشده | [ ۵ ] [ ۶ ] |
| چهل و یکمین جشنواره فیلم فجر | ۲۲ بهمن ۱۴۰۱  | بهترین فیلم اول                  | بابک خواجه‌پاشا                                     | برنده    | [ ۵ ] [ ۶ ] |